# They Don't Know (Jason Aldean)
They Don't Know è il settimo album in studio del cantante di musica country statunitense Jason Aldean, pubblicato nel 2016 dalla Broken Bow Records.

## Tracce
1. Lights Come On – 3:14
2. A Little More Summertime – 3:39
3. This Plane Don't Go There – 2:59
4. Comin' In Hot – 2:59
5. First Time Again (duetto con Kelsea Ballerini) – 3:24
6. Bad – 3:33
7. They Don't Know – 3:15
8. One We Won't Forget – 3:17
9. Whiskey'd Up – 3:11
10. In Case You Don't Remember – 3:00
11. All Out of Beer – 3:18
12. Any Ol' Barstool – 3:23
13. The Way a Night Should Feel – 3:04
14. Reason to Love L.A. – 3:22
15. When the Lights Go Out – 3:26